# Stefan Frommelt
Stefan Frommelt (* 1966) ist ein Pianist, Komponist, Arrangeur und Musikpädagoge aus Liechtenstein.

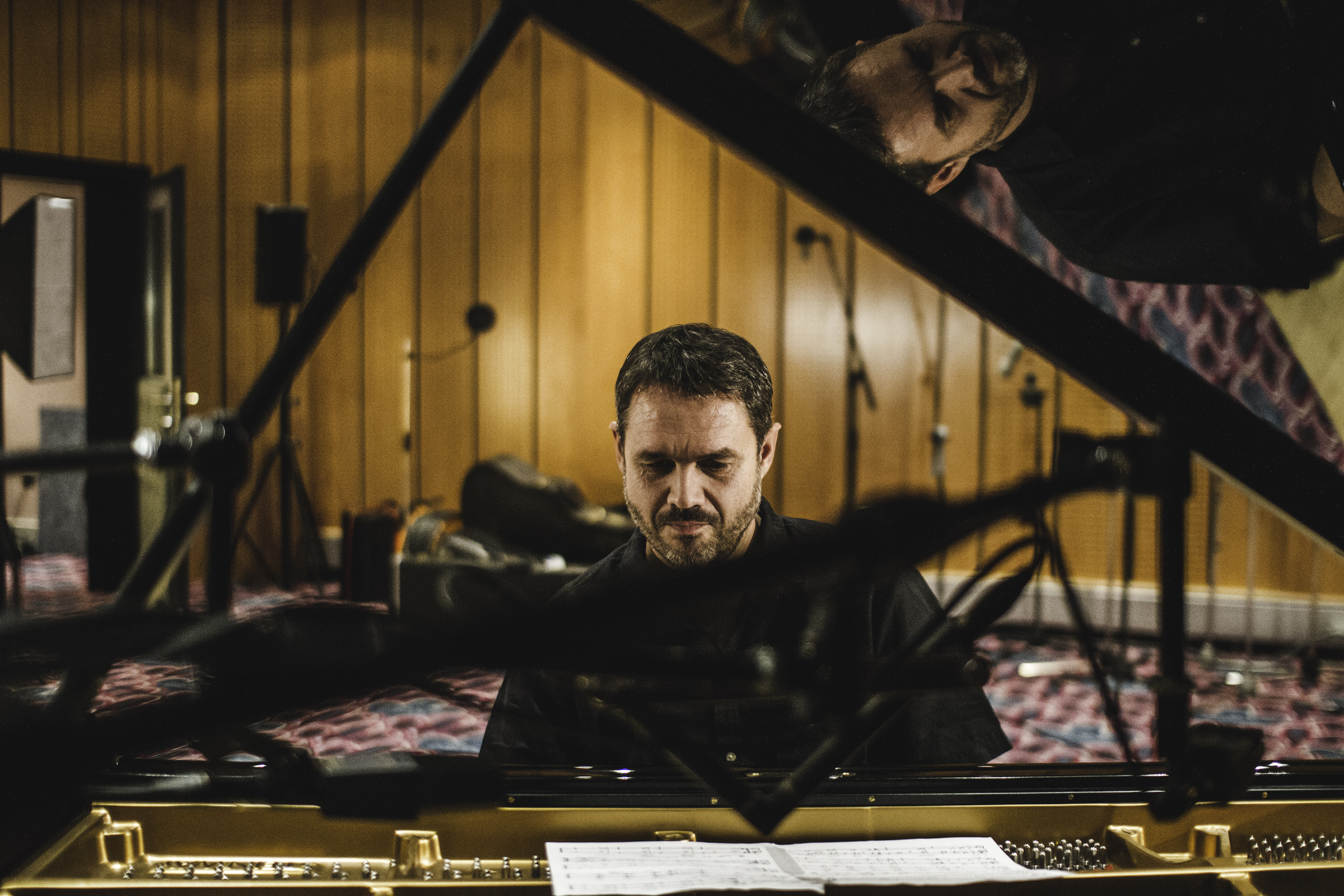
Stefan Frommelt @ Little Big Beat Studios 2017

## Biographie
Frommelt absolvierte Musikstudien an der Musikhochschule Wien (Schulmusik, Mag. Art. 1992), der Hochschule Luzern (Performing, Composing, Arranging, Diplom 2000) und in zahlreichen Meisterklassen, u. a. bei Simon Nabatov in Köln; Uli Rennert in Graz; Art Lande und Uli Scherer in St. Gallen und weiteren. Er unterrichtet Klavier sowie Keyboard und gibt Bandworkshops an der Musikschule Liechtenstein.

## Bands und Projekte
Frommelt ist Gründer/Bandleader zahlreicher Formationen, u. a. des Jazzzirkus, einer achtköpfigen Formation, die Mundart-Gedichte liechtensteinischer Lyriker vertont. Die Gruppe trat 2002 am Liechtenstein-Tag der Expo.02 auf, erhielt 2003 den Kulturpreis der Internationalen Bodenseekonferenz und nahm 2005 die CD Manege frei auf.
Die 2015/16 aufgenommene CD An Art Ugrad des Stefan Frommelt Trios hielt sich wochenlang in der iTunes-Bestsellerliste für Neue Musik.
Als Begleitmusiker tritt der Pianist mit Sandy Patton, Marianne Racine, Carlo Lorenzi, Herbert Walser, Alfred Vogel, der Big Band Liechtenstein, und weiteren in Erscheinung.
Als Komponist und Arrangeur erfüllte Frommelt Aufträge für Arrangements der Popsängerin ZeeBee mit Orchester (In Peace we live, 2007) und Komposition für Musiktheater (Sennatunschi, Gute Nachbarn, Topdogs, 2007–2010), Orchester und Saxophon Solo (Hena und Dena, 2008), Orchester und Jazzgesang (Du bist das Glück in mir, 2013), für Orchester und Jazz-Trio (Spring Flakes und Family Sketches, 2015).
Frommelt hatte von 1993 bis 1998 die musikalische Leitung bei der Art & Music Company in Bern inne und 2004 sowie 2006 am Theater am Kirchplatz (TaK).